# Artelida villosimana
Artelida villosimana là một loài bọ cánh cứng trong họ Cerambycidae.